# L'Æncre
Cet article possède des paronymes, voir ancre et encre.
 (septembre 2024).
Si vous disposez d'ouvrages ou d'articles de référence ou si vous connaissez des sites web de qualité traitant du thème abordé ici, merci de compléter l'article en donnant les références utiles à sa vérifiabilité et en les liant à la section « Notes et références ».
L'Æncre est une maison d'édition française d'extrême-droite, fondée en 1996 par Philippe Randa et située à Paris, spécialisée dans la publication de livres d'auteurs engagés dans divers courants du nationalisme français ou européen (monarchisme, fascisme, identitarisme...).

## Historique
Le nom est à l'origine partagé par une librairie et une maison d'édition toutes deux domiciliées à la même adresse du premier arrondissement de Paris. À la suite du rachat de la librairie par Gilles Soulas et Gilles Sereau en 1997, le nom L'Æncre est conservé pour la structure d'édition tandis que la boutique est rebaptisée « Librairie nationale ». Le premier gérant est Éric Miné.
Elle se présente comme une structure « relev[ant] le flambeau » de la librairie Ogmios.

## Collections

### Anciennes collections
- « BD non-conformistes », dirigée par Philippe Randa.
- « Feuilles de route », dirigée par Benoît Mancheron.
- « Ils ont fait l'histoire », dirigée par Philippe Randa.
- « Politiquement incorrect », dirigée par Philippe Randa.
- « Religions anciennes », dirigée par Philippe Randa.
- « Les Cahiers libres d'histoire », dirigée par Jean-Claude Valla.

### Nouvelles collections
- « Politiquement incorrect », dirigée par Philippe Randa.
- « À nouveau siècles, nouveaux enjeux », dirigée par Philippe Randa.
- « Patrimoine des religions », dirigée par Philippe Randa.

## Quelques auteurs
Maxime Delettre, Gabriele Adinolfi, Francis Bergeron, Maurice Bonnet, Jean-Paul Bourre, Chard, Éric Delcroix, Guillaume Faye, Roland Gaucher, Nicolas Gauthier, Philippe Gautier, Konk, Yves-Marie Laulan, Jean Mabire, Jacques Marlaud, Philippe Randa, Pierre Routhier, Saint-Loup, Guy Sajer, Gilbert Sincyr, Rudolf Steiner, Jean-Claude Valla.

## Revue
Une revue, Pas de panique Europe nouvelles [sic], a été éditée en parallèle en 1996.